# Elías Enoc Vásquez
Elías Enoc Vásquez Prera (Ciudad de Guatemala, 18 de junio de 1992) es un futbolista guatemalteco. Juega como Defensa central en el  CSD Marquense  en la Primera División de Guatemala.

## Selección nacional
Con la selección nacional ha disputado la Copa Mundial Sub-20 y la Copa de Oro. Luego fue llamado a las selección mayor en la cual lleva ya 3 años.
Su última participación fue la copa centro americana realizada en Estados Unidos.

### Participaciones en Copas del Mundo
| Mundial                     | Sede     | Resultado        |
| --------------------------- | -------- | ---------------- |
| Copa Mundial Sub-20 de 2011 | Colombia | Octavos de final |

### Participaciones en Copa Oro
| Copa          | Sede           | Resultado        |
| ------------- | -------------- | ---------------- |
| Copa Oro 2011 | Estados Unidos | Cuartos de final |
| Copa Oro 2015 | Estados Unidos | Ronda de grupos  |

### Participaciones en Copa Centroamericana
| Copa                      | Sede           | Resultado  |
| ------------------------- | -------------- | ---------- |
| Copa Centroamericana 2014 | Estados Unidos | Subcampeón |

## Clubes
| Club                            | País           | Año         | PJ | Goles |
| ------------------------------- | -------------- | ----------- | -- | ----- |
| Comunicaciones                  | Guatemala      | 2011 - 2014 | 86 | 1     |
| Dorados de Sinaloa              | México         | 2014        | 30 | 5     |
| Real Salt Lake                  | Estados Unidos | 2015        | 14 | 2     |
| Deportivo Anzoátegui Sport Club | Venezuela      | 2016 - 2017 | 18 | 2     |
| Comunicaciones                  | Guatemala      | 2017 - 2018 | 25 | 0     |
| Sanarate F.C.                   | Guatemala      | 2019        | 44 | 0     |
| Cobán Imperial                  | Guatemala      | 2020        | 13 | 0     |
| Deportivo Marquense             | Guatemala      | 2022        | 0  | 0     |

- Datos: Q3723799